# Моисеев, Сергей Петрович
Серге́й Петро́вич Моисе́ев (род. 11 октября 1966, Сосновка, Кировская область) — советский и российский футболист, полузащитник.

## Биография
Воспитанник клуба «Судостроитель» (Сосновка). С 1987 года выступал за главную команду области — «Динамо» (Киров), провёл более 150 матчей во второй лиге СССР. В 1992—1993 годах играл за казанский «Рубин» в первой лиге России, а в 1994 году, когда «Рубин» потерял финансирование — вернулся в Киров.
В 1995 году выступал в чемпионате Бангладеш за клуб «Мохаммедан» из Дакки.
В 1996—1997 годах снова играл за «Рубин» и в 1997 году стал победителем зонального турнира второго дивизиона. С 1998 года до конца карьеры играл за команды Кирова на профессиональном и любительском уровне.
После окончания карьеры работает детским тренером в ДЮСШ № 5 г. Кирова.